# リトルスター
株式会社リトルスターは、岩手県、宮城県で「ファミリーマート」をフランチャイズ展開する日本の企業である。宮城県では「リトルスター」の展開も行なっている。

## 概要
1979年11月に古川市にリトルスター第一号店がオープン。1985年5月、栃木県宇都宮市に本部を置くキャプテンハウスと業務提携を結び、1986年3月にフランチャイズをスタート。この時期は店舗数増加にはこだわらず、1985年に独自開発した情報システム「SNAPS」に資金を投入していた。
1989年11月には岩手県、1993年4月には福島県、同年11月には山形県に相次いで進出。秋田県南部にも進出を計画するなど順調に事業を拡大していった。その頃の店舗数は35店で、その内宮城県は19店となっており、新しくなったPOSシステムで出店をしていた。
その後は事業範囲が狭まっていき、2012年3月には宮城県のみで34店となった。
特徴としてはロイヤリティが定額35万円の固定方式で、契約期間は15年となっており、2022年7月現在宮城県にリトルスターを1店舗、ファミリーマートを岩手県、宮城県に計11店舗出店している。

## 歴史
- 1979年（昭和54年）11月8日 - 設立[1]。
- 1985年（昭和60年）5月 - キャプテンハウスと業務提携。
- 1986年（昭和61年）3月 - フランチャイズ事業をスタート。
- 1987年（昭和62年）7月 - 株式会社「リトルスター岩手」を設立。
- 1989年（平成元年）11月 - 岩手県に進出。
- 1993年（平成5年）
  - 4月 - 福島県に進出。
  - 11月 - 山形県に進出。
- 1997年（平成9年）12月 - 株式会社「リトルスター岩手」を株式会社「リトルスター」に吸収合併[1]。
- 2000年（平成12年）6月　公共料金収納代行端末「kioX」を導入[7]。

#### 広報資料・プレスリリースなど一次資料
1. 1 2 3  リトルスター会社概要
2. ↑  リトルスター<<大きな成功に向けての第一歩>>